# Progressiva Reformpartiet
Progressiva Reformpartiet, Vooruitstrevende Hervormingspartij (VHP) är ett politiskt parti i Surinam, med väljarbas bland den indiska befolkningsgruppen.
Partiledare är Ram Sardjoe.
VHP ingår i valalliansen Nya Fronten.